# Монтреал канадијанси
Монтреал канадијанси (енгл. Montreal Canadiens) су канадски хокејашки клуб из Монтреала. Клуб утакмице као домаћин игра у Бел центру капацитета 21.273 места. Такмиче се у Националној хокејашкој лиги (НХЛ).
Kлуб се такмичи у Атлантик дивизији Источне конференције. Боја клуба је црвена, бела и плава.

## Историја
Основани су 1909. године. Монтреал канадијанси су клуб са највише освојених титула. Освојили су 24 Стенли купа, осам конференцијских првенстава и 24 пута су били шампиони дивизије.

### Ране године
Свој први Стенли куп су освојили 1916. године, са играчима као што су звезда Едуард Лалонд и Џорџ Везина. Kанадијанси су се придружили у НХЛ 1917. Они су Стенли куп поново освојили 1924., са играчима као што су Били Баучер и Хоуи Моренз. Моренз је три пута освојио Харт трофеј, као најбољи играч. Голман Џорџ Хаинсворт и Аурел Јолиат играли су за Монтреал када је освојен Стенли куп 1930. и 1931. године.
Било је потребно 13 година пре него што су освојили Куп поново. Млади Морис Ричард, звезда, голман Бил Дурнан, Хектор Блејк, и Елмер Лач довело су Канадиенсе до Стенли купа 1944, као и 1946. године. Ричард је постигао 50 голова из 50 одиграних мечева у сезони 1944/45. Ниједном играчу то није пошло за руком у наредних 36 година. Пет пута је био најбољи стрелац Националне хокејашке лиге.

### Касније године
Канадјенси су постали моћен тим 1950-их. Предвођени центром Жан Беливом, Даг Харвијем, Жан Плантом и Дик Муром освојили су Куп 1953., и пет пута заредом, од 1956. до 1960. Канадјенси су десет пута освајали Стенли куп у периоду од 1965. до 1979. године.
Нова титула је освојена 1986. године. До нове титуле Kанадијансe је предводио руки звезда Патрик Рој. Последња титула је освојена 1993. године.

## Трофеји
| Стенли куп           | Првак | 24 | 1915/16, 1923/24, 1929/30, 1930/31, 1943/44, 1945/46, 1952/53, 1955/56, 1956/57, 1957/58, 1958/59, 1959/60, 1964/65, 1965/66, 1967/68, 1968/69, 1970/71, 1972/73, 1975/76, 1976/77, 1977/78, 1978/79, 1985/86, 1992/93  |
| Источна конференција | Првак | 8  | 1975/76, 1976/77, 1977/78, 1978/79, 1980/81, 1985/86, 1988/89, 1992/93 |
| Председнички трофеј  | Првак | 0  | / |
| Дивизија             | Првак | 24 | 1927/28, 1928/29, 1929/30, 1930/31, 1931/32, 1936/37, 1967/68, 1968/69, 1972/73, 1974/75, 1975/76, 1976/77, 1977/78, 1978/79, 1979/80, 1980/81, 1981/82, 1984/85, 1987/88, 1988/89, 1991/92, 2007/08, 2014/15, 2016/17. |